# Giorgio Vigolo
Giorgio Vigolo (Roma, 3 dicembre 1894 – Roma, 9 gennaio 1983) è stato uno scrittore italiano.

## Biografia
È stato un esponente della cosiddetta Scuola Romana.
Nel 1913 pubblica il suo primo "poemetto in prosa": Ecce ego adducam aquas, sulla rivista Lirica diretta da Arturo Onofri, nel 1923 il suo primo libro di poesie, La città dell'anima; collabora inoltre alla Voce di Giuseppe De Robertis, a L'Italia letteraria, a Circoli e Letteratura; stringe amicizia con alcuni membri, tra cui Julius Evola, dell'esoterico Gruppo di Ur.
Nel 1931 cura per l'editore Angelo Fortunato Formiggini la prima antologia dei Sonetti di Giuseppe Gioachino Belli, anticipo della memorabile edizione critica e annotata pubblicata nel 1952 con Arnoldo Mondadori Editore.
Alla fine della Seconda guerra mondiale inizia l'attività di critico musicale per le riviste Epoca, Risorgimento Liberale, Il Mondo.
Tra le sue opere più importanti si ricordano le raccolte poetiche Canto del destino e La luce ricorda (Premio Viareggio) e quella di racconti Le notti romane (Premio Bagutta).
Nel 1982 pubblica il suo unico romanzo La Virgilia: un racconto lungo, o poème en prose, che Vigolo scrisse a 27 anni, nel 1921-22. La scrittura finge il diario del protagonista, un giovane musicista dai rapidi invasamenti che è giunto a Roma all'inizio dell'Ottocento per riesumare, dalle muffe dei conventi e delle corti principesche, le musiche del Cinquecento. La musica ha il potere di risvegliare dalla morte la bellezza, la grazia, l'amore, la vita. Il suo archivio è conservato presso il Centro per gli studi sulla tradizione manoscritta di autori moderni e contemporanei dell’Università di Pavia. 

## Giudizi
Secondo il critico Ettore Paratore: «Giorgio Vigolo è di quegli scrittori toccati dalla grazia che nei tempi moderni, a partire da Giuseppe Gioachino Belli, hanno saputo rivelare in copia i tesori di suggestiva ispirazione facilmente convertibile in visione universale del mondo che la città eterna sa infondere nei suoi figli privilegiati. [...] nelle sue prime raccolte poetiche (si guardino in Linea della vita le liriche Visibilio, Il ritorno di sera, L'impronta) si afferma preminente l'impulso a scoprire un nuovo criterio per il nostro mistero esistenziale: così ne Il viso si legge: È allora che prendendo del tuo buio, | una rapita conoscenza, credi | finalmente di leggerti; decifri | l'oscura lingua, sillabi le forti | lettere e i nomi sciogli. | Illuso! In altro | specchio t'appari.».
Ha scritto Pietro Cimatti: «La sua opera è sparsa, dispersa, introvabile o inedita. Un'intera sezione della sua inventività di maestro dell'elzeviro, del racconto visionario, ha mancato l'incontro con la distratta, fatua editoria maggiore. E Vigolo non ha mai fatto nulla, se non "durare in vita", per contrastare quel metodo brigantesco di occupazione del presente culturale che ha canonizzato mediocri e santificato i capi mafiosi dell'ultima e penultima cosiddetta letteratura italiana».

## Opere
- La città dell'anima, Roma, Studio Editoriale Romano, 1923
- Canto fermo, Roma, A. F. Formiggini, 1931
- Il silenzio creato, Roma, Novissima, 1934
- Conclave dei sogni, Roma, Novissima, 1935
- Linea della vita, Milano, A. Mondadori, 1949
- Canto del destino, Venezia, Neri Pozza, 1959
- Le notti romane, Milano, V. Bompiani, 1960
- La luce ricorda, Milano, A. Mondadori, 1967
- Spettro solare, Milano, V. Bompiani, 1973
- Poesie scelte, a cura di Marco Ariani, Milano, Mondadori, 1976
- I fantasmi di pietra, Milano, A. Mondadori, 1977
- La Virgilia, Milano, Editoriale nuova, 1982
- Cannocchiale metafisico, Roma, Edizioni della cometa, 1982
- La città dell'anima, a.c. di Bruno Nacci, Greco&Greco, 1994
- Canto fermo, a.c. di B.Nacci, Greco&Greco, 2001
- La città dell'anima, a.c. di G. Rigobello e B.Nacci, Archinto, 2003
- Roma fantastica, Milano, Bompiani, 2013; raccoglie: La Virgilia, Arcobaleno in bianco e nero, Il Buonavoglia e Racconto d'inverno